# Kfz-Kennzeichen (Hongkong)

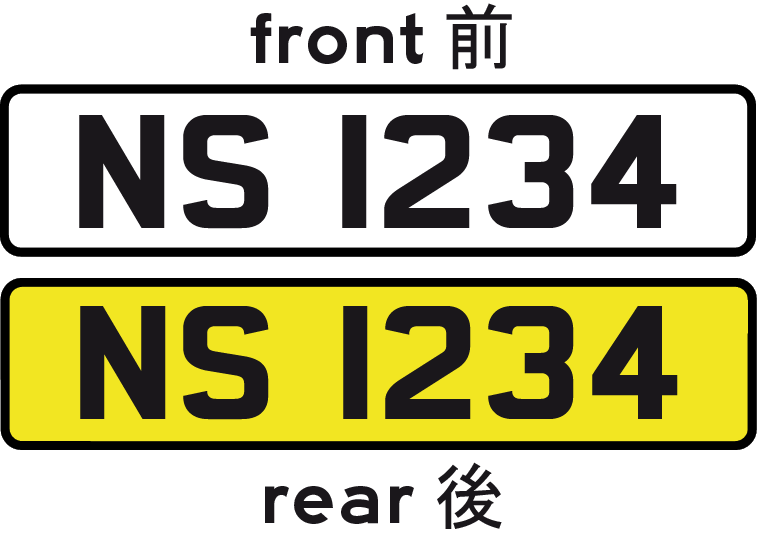
Schema der Kennzeichen für Privatfahrzeuge

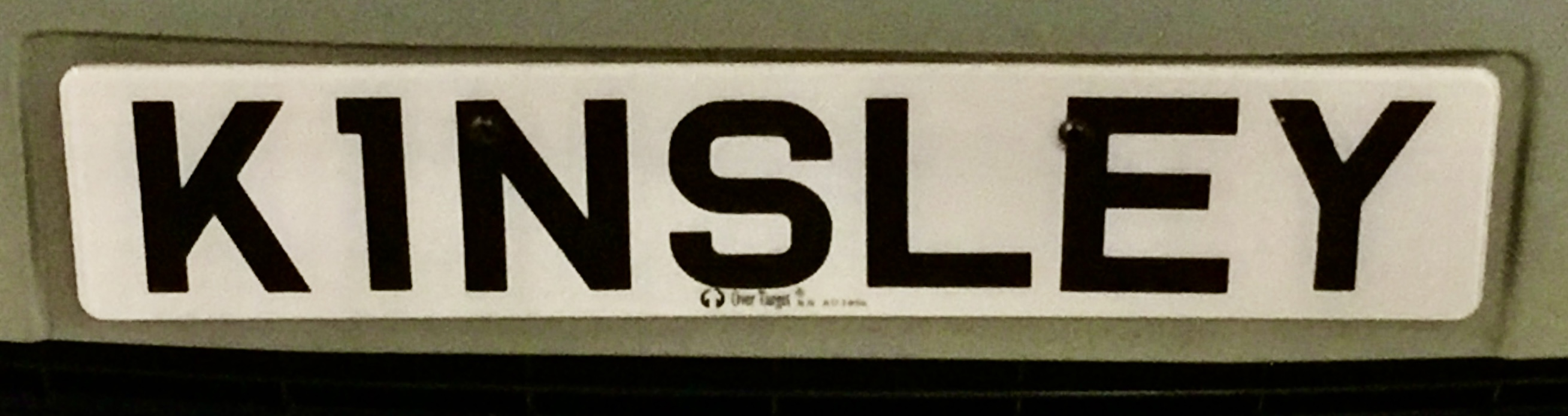
Wunschkennzeichen

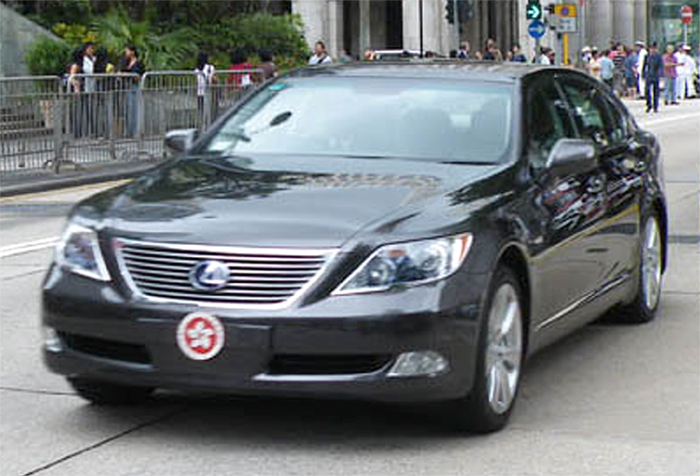
Lexus LS 600hL des Chief Executive

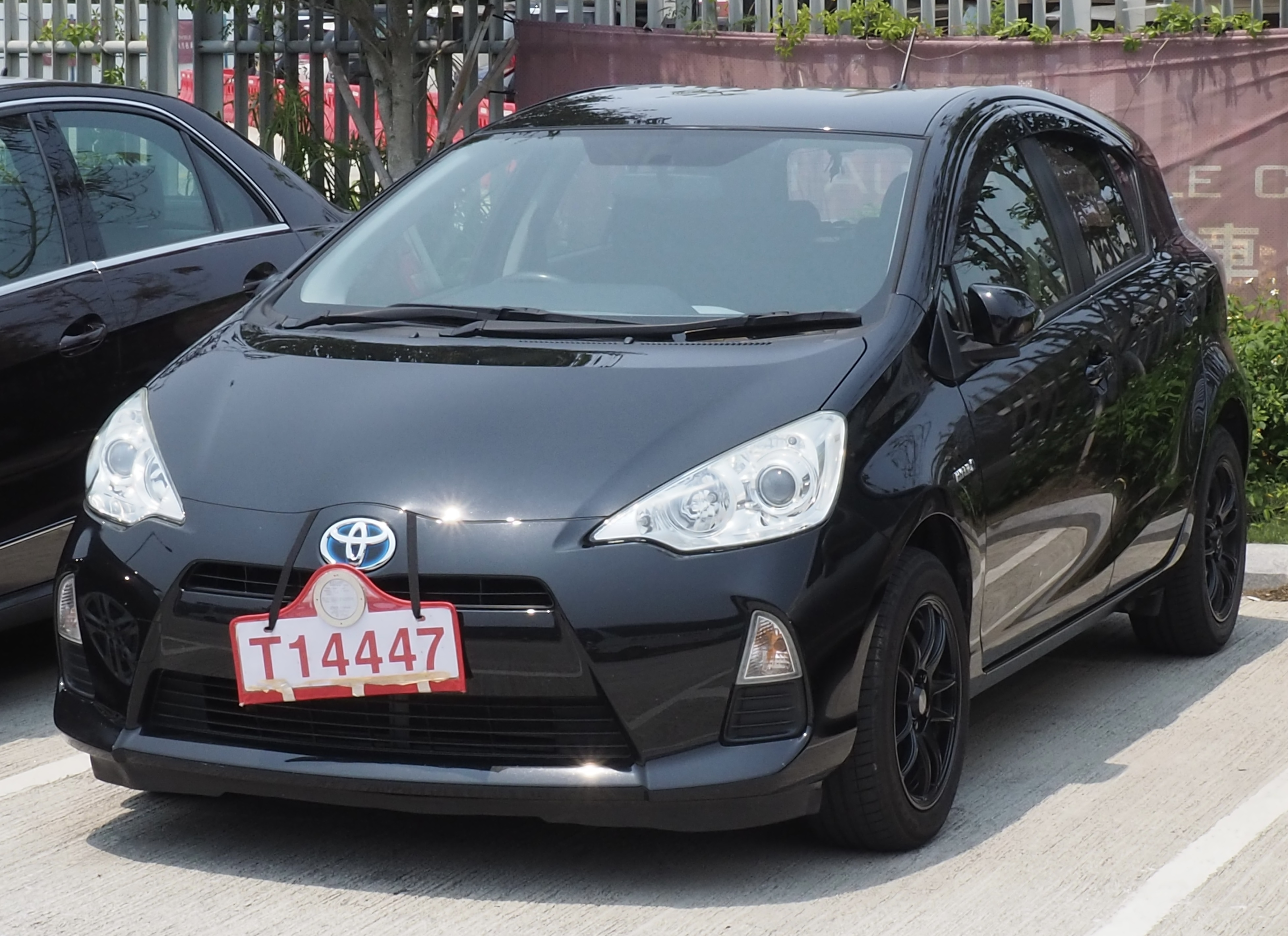
Toyota Aqua mit Testkennzeichen

Kennzeichen für Grenzübertritt in die VR China

Hongkong führt aufgrund seiner besonderen Stellung als Sonderverwaltungszone der Volksrepublik China bzw. als frühere britische Kronkolonie wie auch Macau eigene Kfz-Kennzeichen.

## Allgemeines System
Sie orientieren sich in Format und Aussehen an den Nummernschildern der ehemaligen Kolonialmacht Großbritannien. An der Fahrzeugfront befindet sich ein weißes Kennzeichen, am Heck ein gelbes. Die Schriftfarbe ist jeweils schwarz. Die Aufschrift besteht in der Regel aus ein bis zwei Buchstaben und maximal fünf Ziffern, wobei die Buchstaben auch fehlen können. Aufgrund der geringen Fläche Hongkongs erübrigt sich eine regionale Kodierung, sodass die Kennzeichen fortlaufend (AA, AB, AC usw.) ausgegeben werden. Dabei werden die Buchstaben I, O und Q aufgrund von Verwechslungsgefahr nicht verwendet. Im Februar 2012 wurde die Serie RG erreicht. Die Kombinationen BA und BF wurden einst übersprungen und konnten später ersteigert werden. Weitere Buchstabenkombinationen sind für spezielle Verwendungszwecke reserviert. So werden die Kombinationen FU und FV für Schilder genutzt, welche chinesische Fahrzeuge erhalten, die sich in Hongkong aufhalten. Fahrzeuge der Verwaltung tragen die Buchstaben AM (englisch administration) auf dem Kennzeichen.

## Kennzeichen-Auktionen
Niedrige Zahlen und spezielle, einfach einzuprägende Ziffernkombinationen wie zum Beispiel 11111 oder Palindrome (13331) werden nicht fortlaufend ausgegeben, sondern von der Verwaltung versteigert.
Seit 2006 besteht auch in Hongkong die Möglichkeit, ein Wunschkennzeichen zu erhalten, bei dem die Kombination mit Ausnahme von I, O und Q frei wählbar ist. Um dennoch Aufschriften wie I LOVE U zu erhalten, werden I und O durch die sehr ähnlich aussehenden Ziffern 1 und 0 ersetzt. Wunschkennzeichen werden von der Verwaltung zu einem Mindestpreis von 500 HKD (ca. 50 Euro) versteigert. Die erwähnte Kombination 1 L0VE U wurde für 1,4 Mio. HKD (ca. 140.000 Euro) verkauft.

## Besondere Kennzeichen
Händlerkennzeichen besitzen rote Schrift auf weißem Grund. Sie zeigen den Buchstaben T gefolgt einer maximal fünfstelligen Ziffernkombination.
Das Kennzeichen des Polizeichefs zeigt die 1. Der Regierungschef der Sonderverwaltungszone (Chief Executive) führt statt eines Nummernschildes das Wappen Hongkongs an seinem Fahrzeug. Bis 1997 zeigte der Wagen des Gouverneurs von Hongkong die britische Edwardskrone.
Kennzeichen von Village Vehicles beginnen stets mit VV.

## Kennzeichen zum Grenzübertritt nach China
Fahrzeuge aus Hongkong, die nach China ein- oder ausreisen, erhalten als zusätzliches Kennzeichen ein Nummernschild der chinesischen Provinz Guangdong. Diese schwarz-weißen Schilder beginnen mit 粤Z als Codierung für Hongkong und Macau und enden auf 港 für Hongkong bzw. auf 澳 für Macau. Siehe dazu auch Kfz-Kennzeichen (China).